# ويلمر كيف رايت

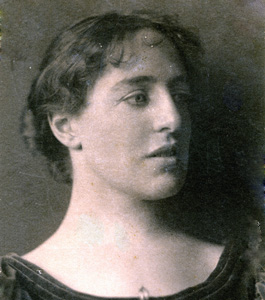
ويلمر كيف رايت

ويلمر كيف رايت (21 يناير 1868-16 نوفمبر 1951) كانت عالمه لغوية وكلاسيكيًا، ولدت في أمريكا وترعرت في بريطانيا، وساهمت في الثقافة وتاريخ الطب. كانت أستاذة في كلية برين ماور حيث درست اليونانية.

## السنوات الأولى والتعليم
ولدت إميلي ويلمر في برمنغهام بإنجلترا وكان والديها ويليام هامر وإف.إي.كيف ستانفورد في فرنسا. بدات إميلى ويلمر من 1888 إلى 1892 في كلية جيرتون، كامبريدج ومن 1892 إلى 1893، وتخرجت بمرتبة الشرف من دورة Classical Tripos في جامعة كامبردج، وحصلت على الدكتوراه في عام 1895 في جامعة شيكاغو مع دراسة شاملة عن التأثيرات السفسطائية والأفلاطونية الحديثة في العمل الأدبي للإمبراطور جوليان . كانت زمالة في اللغة اليونانية في كلية برين ماور من عام 1892-1893 ، وزمالة في اللاتينية في جامعة شيكاغو، 1893-1894 ، وزماله في اللغة اليونانية عام 1894-1895. وكانت أيضًا محاضرة في اليونانية واللاتينية في جامعة شيكاغو عام 1895-1896.

## مسار مهني
درّست في كلية برين ماور في عام 1897في البداية درست المقرارات الكلاسيكية من عام 1898 كأستاذ مشارك في اللغة اليونانية ثم بروفيسور وتقاعدت في عام 1933 .
تخصصت رايت في الأدب القديم المتأخر افترضت دراساتها عن كتابات جوليان (القرن الرابع بعد الميلاد) حول المعرفة الكبيرة بالقراءة والكتابة في الأدب القديم في القرون السابقة. كان تاريخها الأدبي (1907) يتراوح من ملاحم هوميروس إلى الإمبراطور جوليان وكان موضع تقدير في العالم الأكاديمي ومحل أشادة (على سبيل المثال، من قبل جيلبرت موراي ) تنتمي ترجماتها إلى السفسطائي من إونابيوس من ساردس و فيلوستراتوس (1922) وكذلك كتابات جوليان (1913-1923) تنتمي لهذا السياق. لاحقًا كانت رايت مهتمه بشكل أساسي بتاريخ الطب الحديث المبكر وقامت بتحرير إصدارات مشروحة من مختلف الأطروحات التاريخية. 
في 6 سبتمبر 1906، تزوجت إدموند رايت وتوفيت في 16 نوفمبر 1951 في {برين ماور بولاية بنسلفانيا}. 

## الأعمال المحددة
- علاقة الإمبراطور جوليان بالسفسطائية والأفلاطونية الجديدة . لندن 1896
- تاريخ قصير في الأدب اليوناني، من هوميروس إلى جوليان . نيويورك 1907
- جوليان . 3 باندي، كامبريدج / لندن 1913-1923 (مكتبة لوب الكلاسيكية)
- Philostratus و Eunapius: حياة السفسطائيين . كامبريدج / لندن 1922 ( مكتبة لوب الكلاسيكية )
- ضد الجليليين ، 1923 [7]
- Hieronymi Fracastorii de contagione et contagiosis morbis et eorum curatione libri III . نيويورك 1930
- De morbis artificum Bernardini Ramazini diatriba . شيكاغو 1940
- جيوفاني ماريا لانسيزي: De aneurysmatibus، opus posthumum . نيويورك 1952
- برناردينو راماتسيني: De Morbis Typographorum . برمنغهام 1989

## الإسناد
يحتوي هذه المقال على نصوص من هذا المصدر الموجود في المجال العام: Bryn Mawr College (1921).تقويم كلية برين ماور (إصدار المجال العام) كلية برين ماور.

## الفهرس
- American Philological Association (1994). Biographical Dictionary of North American Classicists. Greenwood Publishing Group. ISBN:978-0-313-24560-2.

## روابط خارجية
- السيرة الذاتية والصورة في كلية برين ماور